# Ígor Castro
Ígor José Marigo de Castro, mais conhecido como Ígor (Muriaé, 25 de agosto de 1981), é um ex-futebolista brasileiro que atuava como atacante.

## Carreira
Passou por clubes brasileiros como o Avaí, Brasiliense e Flamengo, até chegar ao futebol iraniano para atuar no Zob Ahan no verão de 2008.
No clube asiático, foi um dos artilheiros do campeonato na sua primeira temporada. Ainda marcou gols importantes na Liga dos Campeões da AFC.

## Títulos
Brasiliense
- Campeão Brasiliense: 2004 e 2005
- Campeão Brasileiro (Série B) - 2004

Zob Ahan
- Copa do Irã: 2009

Brasília
- Copa Verde − 2014